# Дубок (камуфляж)
ВСР-84 (рос. Вооружённые силы — расцветка 1984; відомий також під неофіційними назвами «Дубок», «Бутан», «ТЦКО» та «Амеба») — 3-колірний деформаційний військовий камуфляж, розроблений для Збройних сил СРСР у 1984 році. Після розпаду СРСР використовувався збройними силами ряду пострадянських країн. Збройні сили України з 1996 року використовували власний варіант цього камуфляжу, відомий під неофіційною назвою «Дубок», допоки у 2014 році його не було замінено на новий камуфляж «Український піксель» (ММ-14). В Збройних силах Росії камуфляж ВСР-84 був переважно відомий під неофіційною назвою «Бутан» і використовувався до 1993 року, коли його було замінено на камуфляж ВСР-93 «Барвиха».

## Опис
Колірна схема «Бутану»/«Дубка» складається з «амебоподібних» плям зеленого та коричневого кольорів на світло-зеленого фоні. Камуфляж призначений для розмиття силуету на далеких та близьких дистанціях.
Як і у випадку з триколірними «лісовими» моделями радянського ТКО, кількість колірних варіацій камуфляжу «Бутану» досить велика. У початкових випусках серій було поєднання зеленого та коричневого кольорів, причому останній домінував, але з часом було створено багато інших варіантів. Крім одностроїв, з камуфляжем «Бутан» виготовляли інший літній та зимовий одяг, а також авіаційну форму.

## Історія

### СРСР

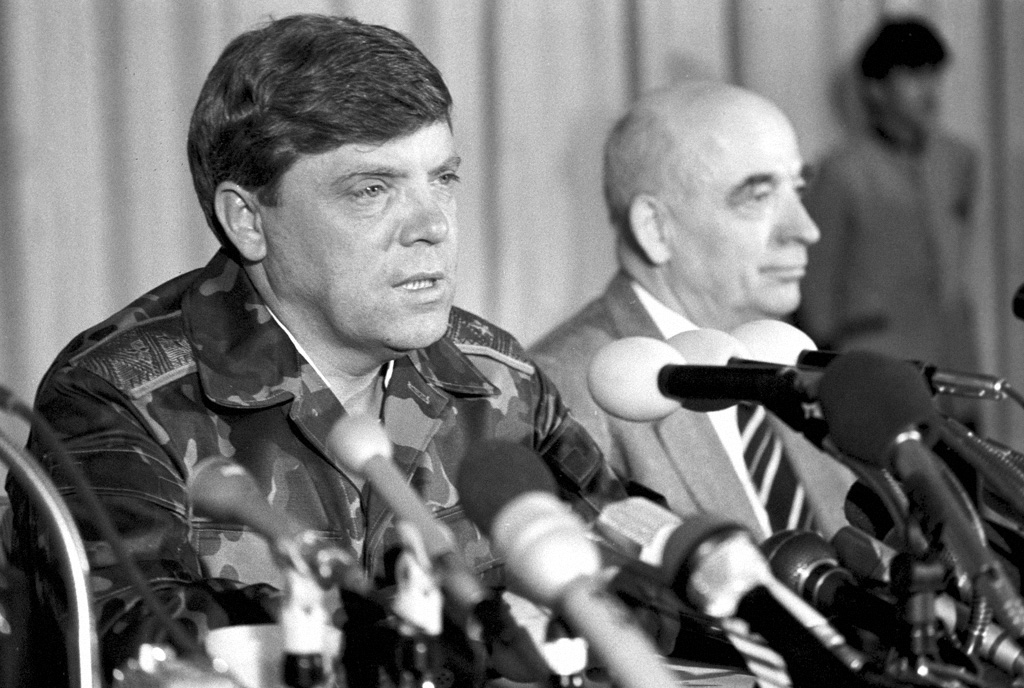
Командувач 40-ї армії СРСР генерал-лейтенант Б. В. Громов у камуфляжі «Бутан», травень 1988 р

На початку 1980-х років у рамках камуфляжних шаблонів «Озимь» і «Левзея» було розпочато дослідження нових візерунків деформуючого забарвлення та підбору відповідних тканин. У 1984 році вийшла постанова про прийняття нового польового обмундирування.
Деяка кількість камуфльованої форми надійшла в частини Повітряно-десантних військ в Афганістані ще на початку 1985 року. Камуфльована польова форма єдиного зразка для військовослужбовців Повітряно-десантних військ і Морської піхоти СССР була зазначена нарівні з загальновійськовою однотонною формою одягу в «Правилах ношения предметов униформы 1988 года» (опубліковані в брошурі «Правила ношения военной формы одежды военнослужащими Советской армии и военно-морского флота»). Однак до 1991 року в армію надходила незначна кількість камуфльованих одностроїв[джерело?].
Форма не була однаковою: різні фабрики виготовляли дещо різні варіанти малюнків та забарвлень, які розділяють на «Бутан-А» та «Бутан-Б». Під кінець існування СРСР культура виробництва суттєво знизилась, тож з'явились суттєво інші забарвлення.

### Після розпаду СРСР

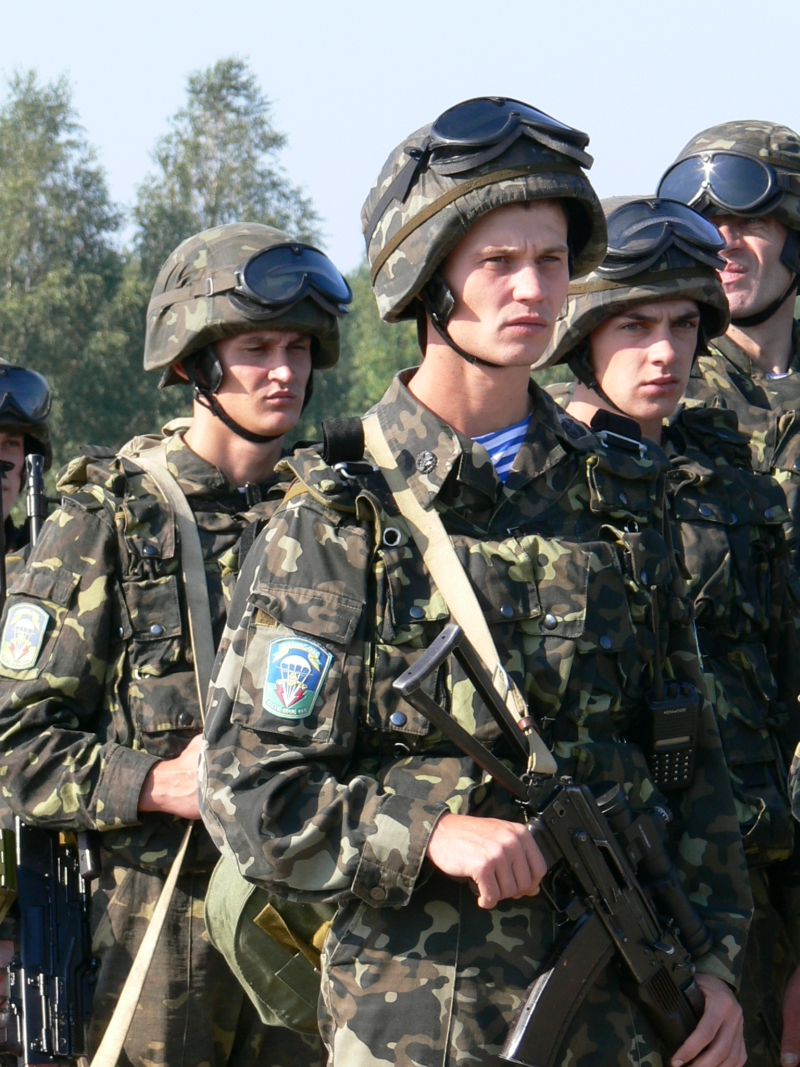
Українські десантники 79 ОАеМБр в камуфляжі «Дубок». 2008 рік, навчання «Козацький степ».

Після розпаду СРСР камуфляж використовували збройні сили кількох пострадянських країн, зокрема Україна.

#### Україна

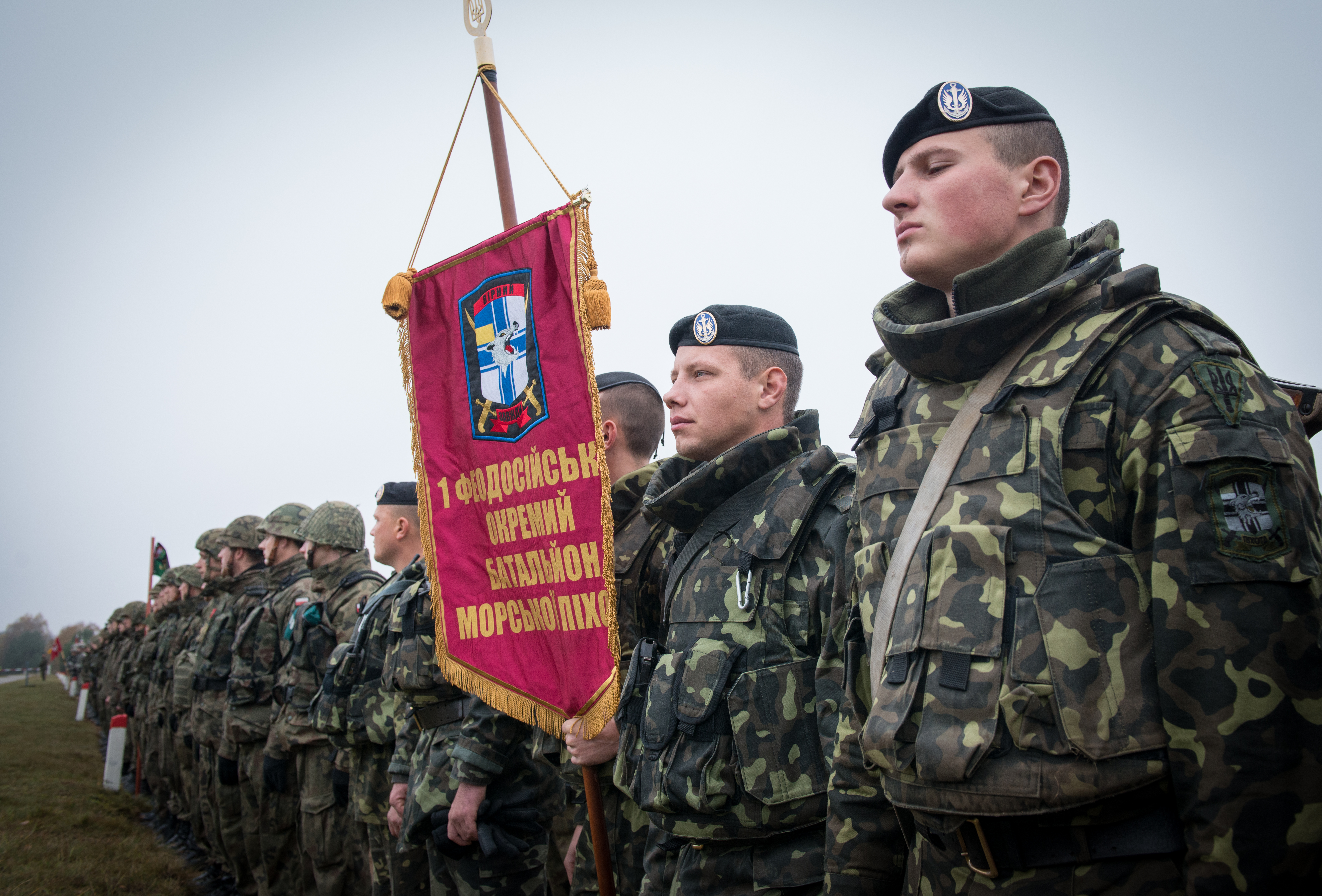
Військові морської піхоти України в камуфляжі «Дубок» (листопад 2013)

З 1991 до 2014 року Збройні сили України використовували значну кількість обмундирування, спецодягу та інших речей радянського виробництва зі складів, зокрема однострої з камуфляжем «Бутан»/«Дубок». У липні 1993 р. Прем'єр-міністр України Леонід Кучма заявив, що Збройні сили України отримають форму нового зразка, проте цього не сталось.
1996 року з'явилась українська версія, що стала відомою як «Дубок», вона відрізнялась іншим забарвленням, малюнком та кроєм, з того ж року вже використовувався як загальновійськовий камуфляж у всіх родах Збройних сил. Принаймні частина форми «Дубок» в Україні шилася з китайської та білоруської тканини.
Українські миротворці в Іраку та Афганістані використовували пустельну версію, яку називали «Дубок-П» або D-UA (Desert-UA).
У жовтні 2013 року було зазначено, що старі складські запаси закінчуються, і необхідно розміщувати замовлення на пошиття нової форми. В травні 2014 року в. о. Міністр оборони України Михайло Коваль повідомив, що українська армія припинила закупівлю камуфляжу «Дубок».

#### Росія
В Збройних силах Росії однострої з камуфляжем ВСР-84 стали поставлятися, переважно, для спецпризначенців і повітряних десантників і отримали неофіційну назву «Бутан». В 1993 році камуфляж «Бутан» було замінено на іншу ще радянську розробку — камуфляж ВСР-93 «Барвиха», що з 1994 року став надходити на озброєння не тільки десантникам чи спецпризначенцям, але й усім іншим підрозділам армії РФ. Камуфляж ВСР-93 «Барвиха» використовувався в збройних силах Росії до 1998 року, коли його було замінено на новий камуфляж вже власної російської розробки ВСР-98 «Флора».

#### Білорусь
З 1993 року подібний камуфляж українського виробництва був прийнятий Збройними силами Білорусі.

## Версії

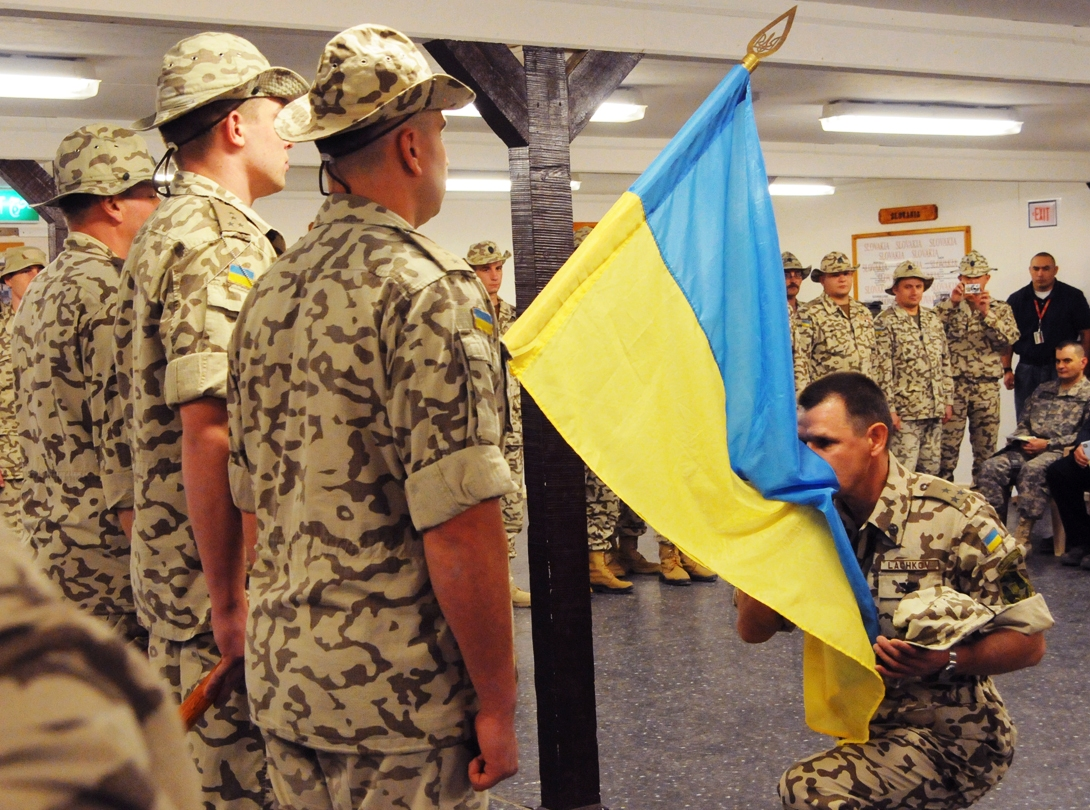
Українська пустельна версія камуфляжу Дубок. Camp Echo, Діванія, Ірак (2008)

З 2003 року українським військовослужбовцям, які дислокувались в складі миротворчих місій в посушливих або пустельних регіонах, почали видавати двоколірну пустельну версію стандартного українського камуфляжу Дубок. Існувало кілька колірних варіацій пустельної версії. Коричневі частини цього малюнка відповідають коричневим частинам лісової версії.

## Заміна
Влітку 2014 року на заміну камуфляжу «Дубок» у Збройних Силах України був представлений новий варіант камуфляжного візерунку ММ-14. У грудні 2014 року військово-політичному керівництву були представлені зразки тканин, обмундирування та взуття для одностроїв нового зразка. 15 липня 2015 року затверджено перелік предметів Бойового форменого комплекту військовослужбовців (до складу якого входить 65 одиниць військового одягу, спорядження та засобів індивідуального захисту).

## Користувачі
- Азербайджан: використовувався прикордонниками Азербайджану в 1990-х роках[13].
- Білорусь: використовувався десантниками та спецпризначенцями Білорусі[14]. Українська пустельна версія використовувалась у 2003—2004 білоруськими військовими в миротворчих операціях в пустельних регіонах[15].
- Вірменія: використовувався вірменськими прикордонниками[16].
- Естонія: використовувався естонською армією та прикордонниками[17]. Деякі однострої використовували місцеву версію камуфляжу ТЦКО[17].
- Киргизстан: використовувались армією Киргизстану в 1990-х роках[18].
- Молдова: ЗС Молдови використовували варіант ТЦКО в 1991—1995 роках[19].
- Росія: прийнятий в 1991 році[20]. В 1994 році замінено на ВСР-93 «Барвиха».
- Сербська країна: парамілітарні загони добровольчої міліції Kninjas використовували камуфляж, схожий на ТЦКО[21].
- СРСР: використовувався до розпаду в 1991 році, залишки радянського камуфляжу перейшли країнам-правонаступницям.
- Україна: використовувався Збройними силами України до 2014 року[22][8][23]; замінений на піксельний камуфляж ММ-14 («Український піксель»)[10].
- Хорватія: хорватські клони радянського камуфляжу ТЦКО використовувались під час війни за незалежність Хорватії в 1991-95 роках[24].

## Комерційне використання
У відкритому продажу наявна лінійка доступних цивільним особам виробів з камуфляжем «Дубок».